# Соломенное (район Петрозаводска)
Соло́менное (карел. Solomanni) — район города Петрозаводска, расположен в северной части города при проливе, соединяющем озеро Логмозеро с Петрозаводской губой Онежского озера.

## История
Стоянки человека в районе Соломенного известны с раннего неолита.
Упоминания о селе Соломенном можно встретить ещё с XV века.
Название характеризует положение района у пролива, в нём использован русский диалектный термин соломе, восходящий к слову карельского происхождения «salmi» — пролив.
Первое наименование Петрозаводской губы — Соломенная губа или озеро Соломялахта.
Село Соломенное входило в состав Заозерского общества Шуйской волости Петрозаводского уезда Олонецкой губернии, численность населения в 1905 году составляла 154 человека.
После вхождения в состав Карельской АССР и её районирования — в составе Заозерского сельсовета Прионежского, с 1930 по 1933 гг. Петрозаводского района.
Рабочий посёлок Соломенное был организован 17 декабря 1931 года согласно постановлению Президиума Карельского Центрального исполнительного комитета. В его состав вошли село Соломенное и посёлок Красный Прибой. С этого времени стал действовать Соломенский поселковый Совет.
С 20 июня 1934 года в состав посёлка вошли посёлок лесозавода имени Октябрьской революции и Соломенского кирпичного завода.
С 30 июля 1938 года посёлок был переведён из состава Прионежского района в сельскую местность города Петрозаводска с подчинением его совета Петрозаводскому городском совету.
С 1945 года рабочий посёлок Соломенное был подчинён в административно-хозяйственном отношении Первомайскому райсовету города Петрозаводска, а 1948 года вернулся в подчинение Петрозаводского городского совета.
С 19 марта 1958 года в состав Соломенного вошло село Заозерье, которое было в его составе до 1963 года.
30 января 1974 года рабочий посёлок Соломенное был передан в административное подчинение Октябрьскому райсовету Петрозаводска, а с 1977 года, когда был упразднён поселковый совет, вошёл в состав Петрозаводска.

## Природа
Соломенное расположено на берегах Петрозаводской губы Онежского озера и Логмозера, соединённого с ним проливом. Имеется несколько небольших прудов.
Характерны скальные обнажения серого диабаза — соломенская брекчия. На восточной границе Соломенного располагается жерло потухшего вулкана — Соломенский некк.
Соломенский диабаз был использован для внутренней отделки Исаакиевского собора в Санкт-Петербурге.

## Образование
Первое училище было создано при Соломенской приходской церкви, которое было открыто 10 января 1838 г. В 1874 году училище расположилось в новом здании, построенном на средства Санкт-Петербургского лесопромышленника, владельца Соломенского лесозавода Ильи Федуловича Громова (1819—1882), с 1875 г. носило его имя.
В 1914 г. открылось земское одноклассное смешанное училище при заводе Беляева.
В настоящее время в Соломенном располагается средняя школа № 7.

## Здравоохранение
Первое медицинское учреждение — приёмный покой для служащих лесопильного завода В. А. Ратькова-Рожнова, был открыт 11 июля 1901 г. В настоящее время действует филиал городской поликлиники № 3.

## Храмы
Соломенский Петропавловский мужской монастырь был основан в 1589 году, при новгородском митрополите Александре. Обитель была упразднена в 1764 году, храмы и монастырские строения были уничтожены пожаром.
В 1786 году на средства петербургского купца Ильи Кононова была возведена церковь во имя Святых апостолов Петра и Павла. В 1798 году рядом была построена церковь во имя Сретения Господня. Сретенская церковь была закрыта в 1931 году, перестроена под школу. В 2003 году открыта вновь.

## Кладбища
Имелось кладбище при Петропавловской церкви, ныне не существующее (в настоящий момент территория детского сада), в конце улицы Ботанической. На этом месте находится пустырь. На пустыре располагается «футбольное поле» перед Ботаническим садом. Ныне действует полузакрытое Соломенское кладбище, расположенное на Рабочей улице.

## Промышленность
Ещё в XVIII в. в окрестностях Соломенского погоста при помощи пороха велась добыча тёмно-зеленого камня. Камень использовался для отделки Исаакиевского собора в Санкт-Петербурге.
Соломенский паровой лесозавод купца Ильи Громова был открыт 7 марта 1874 года. Завод эксплуатировался им совместно с Владимиром Ратьковым-Рожновым. 7 сентября 1914 г. сгорел.
В 1901 году на юго-западном берегу Логмозера был открыт паровой лесозавод купцов Пименовых. 6 декабря 1905 года он сгорел. В 1910 года на его месте был построен паровой лесозавод купца А. П. Беляева. В августе 1914 года первый лесозавод был продан компании «Беляев и Ко». С января 1917 года находился в ведении Петрозаводского акционерного лесопромышленного общества. 10 ноября 1918 года был национализирован и в дальнейшем получил название « Лесозавод № 3». С 1922 года в системе комбината Кареллес. В годы финской оккупации Петрозаводска (1941—1944) на заводе работали до 100 свободных местных жителей и около 30 советских военнопленных. В 1943 году лесозавод произвёл более 4300,0 тыс. м³ пиломатериалов. С 22 августа 1963 года после включения завода в состав Петрозаводской мебельной фабрики был организован Петрозаводский лесопильно-мебельный комбинат. В настоящее время — ЗАО «Соломенский лесозавод».
В 1885—1889 годах на мызе Лачинова в Соломенном действовал мыловаренный завод купца Моисея Перцовича Холодного.
С 1935 года существовал Соломенский кирпичный завод, в дальнейшем предприятие — Петрозаводский кооператив «Керамик».
В 1933 году была построена тепловая Соломенская ГЭС, закрыта в 1956 году.

## Транспорт

### Водный транспорт
Изначально в село добирались водным транспортом. С появлением в Петрозаводске пароходов, существовали рейсы пароходов, принадлежащих лесозаводу, для доставки рабочих на завод.
Соломенская пристань служила изначально для доставки камней из ломок, впоследствии для перевозки бревен на лесозавод и отправки его продукции.
С начала 1920-х годов Северо-Западное речное пароходство организовало пассажирские рейсы парохода «Шиповка» из Петрозаводска в Соломенное и далее в Шую. «Шиповка» была построена в Финляндии в 1881 г., имела ширину 15,4 метра и вмещала 70 человек. Кроме того, на линии работали моторные лодки Петрозаводского центрального рабочего кооператива
С 1925 года «Шиповку» сменил пароход «Кудама» («Рабочий вождь»), совершавший рейсы на линии Петрозаводск-Соломенное-Судострой-Зимник-Петрозаводск. В послевоенное время линию на Соломенное обслуживал «Джамбул» Беломорско-Онежского пароходства.
В 1950-х годах от пристани Соломенное осуществлялись рейсы Соломенное-Судострой (Шликин Наволок) — Лехнаволок мотокатера МК-14 и прогулочные рейсы теплохода «Москвич-172». В 1962 году линия Петрозаводск-Соломенное-Шликин Наволок была закрыта по причине убыточности. Причал и пассажирский павильон пристани Соломенное были перенесены в местечко Чёртов Стул.

### Автобус
В феврале 1929 году Карельским управлением местного транспорта была открыта автобусная линия от Гостиного двора в Петрозаводске до Соломенного по льду Онежского озера.
В 1930 году была построена дорога от Петрозаводска до Соломенного, и во время закрытия навигации в Петрозаводской губе, по ней ходили автобусы до Соломенного. К концу 1930-х годов эта линия стала регулярной и работала круглогодично.
С 26 декабря 1946 года линия площадь Кирова в Петрозаводске — Соломенное получает номер 4, под этим номером долгое время существует единственный маршрут в Соломенное, с 1954 года он продлён до улицы Гоголя в Петрозаводске, с 1964 года до телецентра. В настоящем виде маршрут от Древлянки до Соломенного существует с 1998 года.
С 1984 года в Соломенное также ходил маршрут № 14 Мясокомбинат — Соломенное, просуществовавший несколько лет.
В настоящее время Соломенное обслуживают общегородские маршруты:
- № 4 «Рабочая улица — Финский проезд». Соединяет район с Октябрьским, Центром, Перевалкой и Древлянкой[23].
- № 8 «Рабочая улица — ЖК Бульвар у родников». Соединяет район с Октябрьским, Центром, Зарекой и Ключевой[24].
- № 14 «Рабочая улица — Финский проезд». Соединяет район с Октябрьским, Центром, Перевалкой и Древлянкой[25].
- № 27 «Рабочая улица — Чистая улица». Соединяет район с Первомайским проспектом, Центром, Перевалкой и Древлянкой[26].
- № 28 «Рабочая улица — Финский проезд». Соединяет район с Центром и Первомайским Проспектом[27].

Через Соломенное также проходит сезонный маршрут № 23 и пригородные рейсы до Пиньгубы, Лехнаволока, Суйсари.

### Железнодорожный транспорт
С 1955 по 2008 год существовала железнодорожная ветка Томицы — Соломенное для доставки продукции Петрозаводского лесопильно-мебельного комбината.
В 1970-е годы работала узкоколейная железная дорога кирпичного завода.

### Паром
Издавна действовала лодочная переправа. С 1910-х годов был организован паром..
В 1954 г. паром был переоборудован, установлена электролебедка. В 1969 году паром был заменён наплавным мостом. Действующий ныне мост — пятый по счёту, был установлен 28 ноября 2017 г. взамен понтонного моста, установленного в 2006 году. Наплавной мост был изготовлен на Онежском судостроительно-судоремонтном заводе.

## Деление
- Беляевская сторона
- Местечко Борнаволок
- Выселок Гапнаволок
- Громовская сторона
- Жилой комплекс Горное
- ГЭС городок
- Местечко Красивый Берег
- Посёлок Красный Прибой
- Деревня Лачинова Мыза
- Новая деревня
- Посёлок Октябрьской Революции
- Микрорайон Соломенное-1
- Соломенский промузел
- Местечко Чёртов Стул
- Жилой комплекс Янтарный Парк

## Адресообразующие элементы
| №  | Название                  | Старое название                      | Территория                    |
| -- | ------------------------- | ------------------------------------ | ----------------------------- |
| 1  | Проезд Александра Ушкова  |                                      | Борнаволок                    |
| 2  | Улица Анны Романовой      |                                      | Борнаволок                    |
| 3  | Армстронговский сквер     |                                      | Борнаволок                    |
| 4  | Беляевский проезд         |                                      | ГЭС городок                   |
| 5  | Борнаволокская улица      | Улица Борнаволок                     | Борнаволок                    |
| 6  | Борнаволокский сквер      |                                      | Борнаволок                    |
| 7  | Ботаническая улица        | Улица Восьмого Марта                 | Громовская сторона            |
| 8  | Ботанический сад          |                                      | Громовская сторона            |
| 9  | —                         | Улица Ботанический Сад               | Громовская сторона            |
| 10 | Гапнаволокский проезд     |                                      | Гапнаволок                    |
| 11 | —                         | Главная площадь                      | Беляевская сторона            |
| 12 | Горная улица              |                                      | Громовская сторона            |
| 13 | Громовский проезд         |                                      | Громовская сторона            |
| 14 | Дачная улица              |                                      | Соломенное-1                  |
| 15 | Улица Девятого Января     |                                      | Красный Прибой                |
| 16 | Детская улица             |                                      | Соломенное-1                  |
| 17 | Детский сквер             |                                      | Соломенное-1                  |
| 18 | Проезд Дорожников         |                                      | Соломенский промузел          |
| 19 | Камышовый проезд          |                                      | Борнаволок                    |
| 20 | Кассиановский сквер       |                                      | Борнаволок                    |
| 21 | Кольцевая улица           | Кирпичная улица                      | Борнаволок                    |
| 22 | Переулок Крылова          |                                      | Громовская сторона            |
| 23 | Парк Лачинова Мыза        |                                      | Лачинова Мыза                 |
| 24 | Лачиновский проезд        |                                      | Новая деревня                 |
| 25 | Лесозаводский переулок    |                                      | Громовская сторона            |
| 26 | Лесопильная улица         | Первомайская улица                   | Громовская сторона            |
| 27 | Логмозерская набережная   |                                      | Гапнаволок                    |
| 28 | Логмозерская улица        |                                      | Борнаволок                    |
| 29 | Луговой переулок          |                                      | Громовская сторона            |
| 30 | Улица Любы Тумановой      |                                      | Борнаволок                    |
| 31 | Малая улица               |                                      | Новая деревня                 |
| 32 | Мебельная улица           | улица Пушкина                        | Красный Прибой                |
| 33 | Межевой проезд            |                                      | Красный Прибой                |
| 34 | Молодёжная улица          | Комсомольская улица                  | Новая деревня                 |
| 35 | Новая улица               |                                      | Новая деревня                 |
| 36 | улица Октября             |                                      | Посёлок Октябрьской Революции |
| 37 | Онежский переулок         |                                      | Громовская сторона            |
| 38 | Островский переулок       |                                      | Громовская сторона            |
| 39 | Песчаный проезд           |                                      | Борнаволок                    |
| 40 | Петрозаводское шоссе      | Улица Фёдора Фёдоровича Тимоскайнена | Красный Прибой                |
| 41 | Улица Пионеров            |                                      | Посёлок Октябрьской Революции |
| 42 | Прибрежная улица          | Онежская набережная                  | Громовская сторона            |
| 43 | Приозёрная улица          | Прионежская улица                    | Громовская сторона            |
| 44 | Улица Пришвина            | Улица Лермонтова                     | Громовская сторона            |
| 45 | Пролетарская улица        | Советская улица                      | Громовская сторона            |
| 46 | Пролетарская улица        | Советская улица                      | Громовская сторона            |
| 47 | Парк Профсоюзов           | Парк Культуры и Отдыха               | Красивый Берег                |
| 48 | Революционная улица       | Улица Ленина                         | Красный Прибой                |
| 49 | Рыбацкий проезд           |                                      | Борнаволок                    |
| 50 | Садовая улица             | Улица Калинина                       | Громовская сторона            |
| 51 | Северный парк             | Северный лесопарк                    | Новая деревня                 |
| 52 | Сенной переулок           |                                      | Красный Прибой                |
| 53 | Скалистая улица           |                                      | Красный Прибой                |
| 54 | Скалистый переулок        |                                      | Громовская сторона            |
| 55 | Соломенская улица         | Улица Кирова                         | Соломенное-1                  |
| 56 | Соломенский парк          | Соломенский сад                      | Посёлок Октябрьской Революции |
| 57 | Сосновецкий проезд        |                                      | Борнаволок                    |
| 58 | Сосновецкий сквер         |                                      | Борнаволок                    |
| 59 | Тарханный проезд          |                                      | Борнаволок                    |
| 60 | Тихий проезд              |                                      | Борнаволок                    |
| 61 | Улица Труда               |                                      | Соломенное-1                  |
| 62 | Улица Трудовых Резервов   |                                      | Соломенное-1                  |
| 63 | Тульский проезд           |                                      | Красный Прибой                |
| 64 | Улица Фёдора Тимоскайнена | Улица ГЭС-Городок                    | ГЭС городок                   |
| 65 | Чапаевский переулок       |                                      | Громовская сторона            |
| 66 | Проезд Энергетиков        |                                      | Соломенский промузел          |
| 67 | Юхновский проезд          |                                      | Борнаволок                    |
| 68 | Ялгубское шоссе           | Ялгубская дорога                     | Громовская сторона            |

## Известные жители
- Тимоскайнен, Фёдор Фёдорович — политический деятель, разведчик.
- Мехнецов, Василий Алексеевич — советский режиссёр, лауреат Сталинской премии.